# Naši furianti (Kubín)
Naši furianti je opera (autor ji označuje jako „lidová zpěvohra“) českého skladatele Rudolfa Kubína. Libreto k ní napsal Lev Pohl podle činohry Ladislava Stroupežnického Naši furianti. Premiéru měla 18. září 1949 ve Státním divadle Ostrava.

## Vznik a historie díla
V době svého válečného působení v ostravském rozhlase začal Kubín, který měl za sebou několik operet a rozhlasovou operu Letní noc, pracovat na svém nejzávažnějším scénickém díle, opeře Naši furianti podle stejnojmenné hry Ladislava Stroupežnického. Dobová atmosféra vedla u Kubína (jako i u mnoha jiných umělců) k volbě vlasteneckých témat a přímého navazování na národní kulturní tradice, což se projevilo nejen ve volbě klasického činoherního titulu, ale pak i v hudebním zpracování, jež vědomě navazovalo na odkaz Smetanův a Dvořákův, stejně jako např. současně vznikající Kubínova Moravská rapsódie.
Na libreto Stroupežnického hru zpracoval pro Kubína dr. Lev Václav Pohl. S tímto specialistou na srdeční choroby a příležitostným textařem a libretistou Kubín spolupracoval na operetách a především písních již od svého pražského působení od počátku 30. let 20. století a až do konce let 50. Pohl mu dodal mj. libreta k operetě Kavalír z roku 1932, k baletu Pohádka o milionáři, který ukradl slunce z roku 1955 či ke Kubínově poslední opeře Heva z konce 50. let, i když provedení se vedle Našich furiantů dočkala jen neúspěšná opereta Selský kníže (1946). Za války ovšem Kubín svého libretistu židovského původu kryl vlastním jménem.
Kubín napsal první verzi Našich furiantů v letech 1942–1943, ale neměla naději na uvedení, proto ji odložil. V posledních válečných letech se věnoval především písňové tvorbě a nedokončené havířské operetě Veselá směna, jež měla navázat na úspěch Děvčátka z kolonie. Vrátil se k ní po konci války a přepracoval ji. Tato revize odrážela ke Kubínově vlastní pozměněné představy „lidové opery“ nebo též „divácké opery“, snadno přístupné i hudebně neškolenému obecenstvu, jak po ní volala dobová (zejména komunistická) hudební estetika. První fáze přepracování byla dokončena již v roce 1946 a již v roce 1947 byla opera oceněna Zemskou cenou, o rok později rovněž krajskou cenou Ostravského kraje. Skladatel ji věnoval Slovanskému sjezdu konanému v roce 1948. Kubín však na Našich furiantech dále pracoval, v roce 1948 například dohotovil dvě instrumentální, často samostatně hrávané části na půdoryse tanců: předehru („Furiant“) a introdukci k 3. dějství („Polka“). Definitivní znění dokončil až roku 1949, ve kterém měla opera svou premiéru v ostravském Státním divadle (18. září).
Naši furianti byli přijati příznivě obecenstvem a vesměs i kritikou. V době, kdy se hledala nová opera odpovídající propagovanému ideálu socialistického, lidového umění, ji kritika vítala a řadila hned za Suchoňovu Krútňavu. Výhrady oficiální kritiky směřovaly především k ohlasům Janáčka v Kubínově díle: „[Kubín] neosvobodil se docela ze vzoru Janáčkova, který nemůže vést k cíli.“
Přesto se Kubínovi Naši furianti do dalších českých divadel nedostali. Po první inscenaci se už pouze jednou vrátili zpátky do ostravského divadla v roce 1979, tedy v roce nedožitých Kubínových 80. narozenin. Partitura ani klavírní výtah nebyly vydány, tiskem vyšla pouze árie Václava v 3. albu zpěvů ze současných oper (Panton, Praha 1963).
Kubín se po Našich furiantech zaobíral řadou jiných hudebně dramatických námětů, dokončil však jen operu Pasekáři (napsáno 1950–1951), v níž navazoval na typ lidové opery vytyčený Našimi furianty. Po váhání ostravského divadla ji nakonec přepracoval na „lidovou zpěvohru“ blízkou operetě, výsledek však byl méně zdařilý. Plánované opery Jiříkovo vidění (podle J. K. Tyla) a Skanderbeg (o stejnojmenném albánském lidovém hrdinovi) zůstaly torzem.

## Charakteristika opery
Kubín v Našich furiantech sledoval svůj vlastní a současně dobově podmíněný vzor lidové opery: na všeobecně známém literárním podkladě průhledná a srozumitelná hudba navazující na tradice české opery 19. a počátku 20. století a využívající lidové nápěvy.
Děj opery poměrně věrně sleduje původní Stroupežnického zápletku, libretista však původní děj činohry zkrátil a zjednodušil, například spojil 3. a 4. dějství v jedno, vypustil některé epizodické postavy a celou operu postavil na jedinou scénu, totiž náves v Honicích u Písku. Předloha poskytovala řadu rázovitých charakterů, které Kubín pojednal ve značné šíři – podle Anny Hostomské „přesvědčivě a vtipně charakterizuje jednotlivé postavy“.
Ve zpracování jsou zřetelné vlivy Kubínových vzorů: už dějové situace odkazují na Smetanovy opery, i stavění celých scén na lidových tanečních rytmech a využití sborů (např. sbor v 5/4 rytmu Pivečko jak zlato, scéna obžínek) připomíná Smetanu a Dvořáka. Právě sborové a taneční scény tvoří páteř a pilíř opery. I jednotlivé postavy jsou často charakterizovány tanečními rytmy – polka pro spokojenost nebo posměch, rytmus furiantu podmalovává furiantské jednání sedláků, starší generaci náleží sousedská. Avšak pokud jde o celkovou hudební dramaturgii a především tvarování individuálního zpěvu postav, řídil se Kubín jiným svým vzorem, Leošem Janáčkem. Postavy proto nemají rozlehlé smetanovsko-dvořákovské árie, ale vyjadřují se spíše recitativy a ariosem; jedině Vendulka má v posledním jednání rozsáhlejší zpěv. To ostatně dobová kritika kárala, postrádala v opeře dostatečnou zpěvnost a i Ludvík Kundera skladateli vytkl, že „recitativním a ariosním stylem potlačil poněkud melodický živel“. S touto výhradou se však Kubínova hudba vyhýbala soudobým tendencím moderní vážné hudby a podle charakteristiky Kubínova životopisce Vladimíra Gregora je opera Naši furianti „ovlivněna tradiční národní českou operou a nevšímavá k soudobé světové hudebně dramatické tvorbě“.
Kubín se v době kompozice opery zabýval lidovými písněmi, zejména valašskými, a jejich ozvuky nebo spíše melodické typy jsou v opeře k charakterizování lidového prostředí patrné (a to i přes jihočeské dějiště). Kubín v opeře písně zpravidla přímo necituje, ústřední téma lásky Václava a Verunky je však založeno na lidové těšínské písni Ej rano, rano. Operu provází zručná a kriticky oceňovaná instrumentace, nacházející se v rovnováze s vokální složkou.

## Osoby a první obsazení
| osoba | hlasový obor | premiéra (18.9.1949) |
| --- | ------------ | -------------------- |
| Filip Dubský, starosta obce | basbaryton   | Rudolf Kasl          |
| Marie Dubská, jeho žena | mezzosoprán  | Ludmila Komancová    |
| Václav, jejich syn | tenor        | Lubomír Procházka    |
| Petr Dubský, výměnkář | tenor        | Ladislav Havlík      |
| Jakub Bušek, první radní | bas          | Jiří Herold          |
| Františka Bušková, jeho žena | alt          | Věra Prokopová       |
| Verunka, jejich dcera | soprán       | Alice Spohrová       |
| Matěj Šumbal, obecní výbor | baryton      | Leo Psotka           |
| Marie (Šumbalka), jeho žena | alt          | Marie Lukášová       |
| Valentin Bláha, vysloužilý voják | baryton      | Jiří Wiedermann      |
| Josef Habršperk, švec | tenor buffo  | Zdeněk Soušek        |
| Kašpar Šmejkal, sedlák | …            | Karel Rzepa          |
| František Fiala, krejčí | tenor buffo  | Otakar Viktorin      |
| Terezka, jeho žena | mezzosoprán  | Helena Zemanová      |
| Kristýna, jeho dcera | soprán       | Milada Šafránková    |
| Markýtka, obchodnice | mezzosoprán  | Jiřina Ogounová      |
| Četník | tenor        | Ladislav Stankiewicz |
| První muzikant | baryton      | Jan Bolech           |
| Děti krejčího Fialy, obecní výboři, hostinský, muzikanti, čeleď, poutníci, děvčata a chlapci                                           |              |                      |
| Dirigent: Otakar Trhlík, režie: Hanuš Thein, choreografie: Emerich Gabzdyl, scéna: Miroslav Kouřil, kostýmy: Josef a Marie Stejskalovi |              |                      |

## Děj opery
Odehrává se na návsi v Honicích u Písku.

### 1. dějství
Vsí Honice zmítá politický spor, v němž jsou hlavními protivníky starosta Dubský a první radní Bušek. Momentálně je předmětem půtek místo obecního ponocného: uchází se o ně krejčí Fiala podporovaný Buškem a vojenský vysloužilec Bláha, jemuž straní Dubský. Bláhu mrzí, že nedostal místo ponocného rovnou, přesto se veselí se svým starým přítelem, ševcem Habršperkem, a společně se vysmívají Kristince, dcerce Bláhova rivala Fialy, když si falešným hlasem prozpěvuje vlastní písničku o hraběti Fridolinovi.
Děti obou straníků, Dubského syn Václav a Buškova dcera Verunka, se mají rádi a jejich otcové nejsou výjimečně proti sňatku, když však začnou smlouvat o Verunčino věno, vzplane jejich řevnivost nanovo. Spor přeruší kramářka Markýtka přinášející starostovi výhrůžný list, který někdo v noci vylepil na dveře obecní kaple. V něm anonym obci hrozí, že bude vypálena, neustaví-li obecní výbor ponocným Bláhu. Bušek ihned označuje za pisatele zprávy samotného Bláhu a většina občanů mu přizvukuje. Bláha se nařčení z paličství brání, ale bezvýsledně.

### 2. dějství
V Honicích se koná pouť. Zatímco chasa zpívá a tančí, pokračují Dubský a Bušek v napjatém předsvatebním jednání. Další, kdo se neúčastní všeobecného veselí, je Bláha – jen co se objeví, stíhají jej nařčení a urážky, až se dostane do křížku s Buškem. Nakonec ale znechucen odchází a oba politici se v průvodu vesničanů odebírají na radnici podepsat svatební smlouvu.
Švec Habršperk je stále přesvědčen, že Bláha není paličem a že se věci mají jinak. Přesvědčí Václava, do něhož je Fialova dcera Kristinka bláhově zamilována, aby od ní lichotkami vyzískal rukopis její nové písničky.
Smlouvy je podepsána a Dubský s Buškem oslavují, byť i slavnostní přípitek málem zmaří jejich vzájemné popichování. Nová hádka nevzplane jen proto, že se před shromážděné občany dostaví Habršperk s Bláhou a prohlašuje, že může dokázat, kdo ve skutečnosti napsal výhrůžný plakát.

### 3. dějství
Ponocným byl podle očekávání určen Fiala. Jenže se ukázalo, že Kristinčino písmo z písničky i písmo paličského listu je totožné. I Markýtka se náhle rozpomíná, že viděla list vylepovat někoho, kdo se Kristince velmi podobal. Nebohá Kristinka přiznává, že list napsala na popud svého otce. Fiala je místa ponocného neprodleně zbaven a na jeho místo je zvolen Bláha.
Teprve teď se vrací radní Bušek, který jednání zmeškal, protože si byl zapytlačit, a jmenování Bláhy se pokouší zvrátit. I sňatek Václava a Verunky je obnoveným nepřátelstvím jejich otců vážně ohrožen. Vzápětí se však objeví četník, který hledá pytláka právě zastřelivšího zajíce; Habršperk prý ho viděl z větší blízkosti a může být svědkem. Habršperk Buška vydírá: jestli nesvolí ke jmenování Bláhy a ke sňatku své dcery s Dubského synem, udá jej četníkovi. Bušek ševci nejprve nabízí peníze, pak je ale nucen přistoupit na jeho požadavky. Habršperk následně četníkovi vypoví, že pro slabý zrak nemůže pytlákovu totožnost potvrdit. Veselce Václava a Verunky i Bláhovu ponocování již nestojí nic v cestě.